# تیم ملی بسکتبال مردان تیمور شرقی
تیم ملی بسکتبال تیمور شرقی نماینده تیمور شرقی در مسابقات بین‌المللی است.